# Nicola Eisenschmid
Pour les articles homonymes, voir Eisenschmid.
Nicola Eisenschmid (née le 10 septembre 1996 à Marktoberdorf dans le land de Bavière en Allemagne) est une joueuse allemande qui évolue en ligue élite féminine en tant qu'attaquante.

## Biographie

### Carrière en club
Formée au ESV Kaufbeuren, elle fait son passage junior avec cette équipe. En 2013, elle fait ses débuts séniors alors qu'elle participe à six parties de la Frauen-Bundesliga avec le ECDC Memmingen. Une situation similaire se produit l'année suivante. Elle devient joueuse régulière de l'équipe l'année suivante.

### En équipe nationale
Eisenschmid représente l'Allemagne au niveau international. Elle participe à plusieurs éditions des championnats du monde. Sa première édition étant en 2015.

### Vie privée
Son frère, Markus, et sa sœur, Tanja, pratiquent également le hockey sur glace et représente l'Allemagne au niveau international.

## Statistiques

### En club
| Saison    | Équipe             | Ligue             |    | Saison régulière | Saison régulière | Saison régulière | Saison régulière | Saison régulière |   | Séries éliminatoires | Séries éliminatoires | Séries éliminatoires | Séries éliminatoires | Séries éliminatoires |
| Saison    | Équipe             | Ligue             | PJ | B                | A                | Pts              | Pun              | PJ               | B | A                    | Pts                  | Pun                  |                      |                      |
| 2011-2012 | ESV Kaufbeuren U16 | Schüler-BL        | 26 | 4                | 0                | 4                | 2                | -                | - | -                    | -                    | -                    |                      |                      |
| 2012-2013 | ESV Kaufbeuren U16 | Schüler-BL        | 22 | 2                | 1                | 3                | 2                | -                | - | -                    | -                    | -                    |                      |                      |
| 2012-2013 | ECDC Memmingen     | Frauen-Bundesliga | 6  | 2                | 1                | 3                | 6                | -                | - | -                    | -                    | -                    |                      |                      |
| 2013-2014 | ESV Kaufbeuren U16 | Schüler-BL        | 18 | 3                | 7                | 10               | 8                | -                | - | -                    | -                    | -                    |                      |                      |
| 2013-2014 | ECDC Memmingen     | Frauen-Bundesliga | 6  | 3                | 5                | 8                | 0                | -                | - | -                    | -                    | -                    |                      |                      |
| 2014-2015 | ECDC Memmingen     | Frauen-Bundesliga | 23 | 18               | 15               | 33               | 36               | -                | - | -                    | -                    | -                    |                      |                      |
| 2015-2016 | ECDC Memmingen     | Frauen-Bundesliga | 24 | 20               | 20               | 40               | 20               | -                | - | -                    | -                    | -                    |                      |                      |
| 2016-2017 | ECDC Memmingen     | Frauen-Bundesliga | 24 | 11               | 20               | 31               | 32               | -                | - | -                    | -                    | -                    |                      |                      |
| 2017-2018 | ECDC Memmingen     | Frauen-Bundesliga | 28 | 22               | 15               | 37               | 32               | -                | - | -                    | -                    | -                    |                      |                      |
| 2018-2019 | ECDC Memmingen     | Frauen-Bundesliga | 4  | 0                | 3                | 3                | 0                | -                | - | -                    | -                    | -                    |                      |                      |
| 2018-2019 | ERC Ingolstadt     | Frauen-Bundesliga | 26 | 21               | 34               | 55               | 26               | 2                | 0 | 0                    | 0                    | 2                    |                      |                      |
| 2019-2020 | ERC Ingolstadt     | Frauen-Bundesliga | 20 | 5                | 14               | 19               | 16               | 2                | 2 | 0                    | 2                    | 4                    |                      |                      |
| 2020-2021 | ERC Ingolstadt     | Frauen-Bundesliga | 24 | 19               | 23               | 42               | 18               | 2                | 0 | 2                    | 2                    | 0                    |                      |                      |

### En équipe nationale
| Année | Compétition        |                                      | PJ | B | A | Pts | Pun |                    | Résultat |
| 2013  | Allemagne - 18 ans | Championnat du monde moins 18 ans    | 5  | 1 | 1 | 2   | 4   | 8e place           |          |
| 2014  | Allemagne - 18 ans | Championnat du monde moins 18 ans D1 | 5  | 3 | 0 | 3   | 2   | Médaille de bronze |          |
| 2015  | Allemagne          | Championnat du monde                 | 5  | 0 | 0 | 0   | 4   | 8e place           |          |
| 2016  | Allemagne          | Championnat du monde D1A             | 5  | 0 | 0 | 0   | 0   | Médaille d'or      |          |
| 2017  | Allemagne          | Qualifications Jeux olympiques       | 3  | 0 | 0 | 0   | 0   | Élimination        |          |
| 2017  | Allemagne          | Championnat du monde                 | 6  | 1 | 0 | 1   | 2   | 4e place           |          |
| 2019  | Allemagne          | Championnat du monde                 | 5  | 1 | 0 | 1   | 0   | 7e place           |          |
| 2021  | Allemagne          | Championnat du monde                 | 6  | 1 | 0 | 1   | 4   | 8e place           |          |